# عمامة حجازية
العِمامة الحِجازيّة هي العمامة الأصلية في منطقة الحجاز في غرب المملكة العربية السعودية. وهي غير عن عمامة الغبانة الهندية.
إنها نوع واحد فقط من العمائم العربية التي تم ارتداؤها في شبه الجزيرة العربية من عصر ما قبل الإسلام وحتى يومنا هذا.
العرب المسلمون في منطقة شبه الجزيرة العربية مثل قريش والأنصار والقحطانيين والكنديين والأنباط والقيداريين والعدنانيين والحميريين والمناذرة والغساسنة وحتى اليهود العرب وغيرهم كانوا يرتدون العمائم، على عكس الكوفية التي تحظى بشعبية اليوم في شبه الجزيرة العربية.